# Dyirbal
Dyirbal (ou Djirubal ou D'irribal) é uma língua de Aborígenes da Austrália que faz parte do grupo de linguagens Pama-Nyungan falada hoje (dados de 2001) por tão somente 5 (cinco) pessoas ao Noroeste de Queensland, todas acima dos 60 anos de idade. 

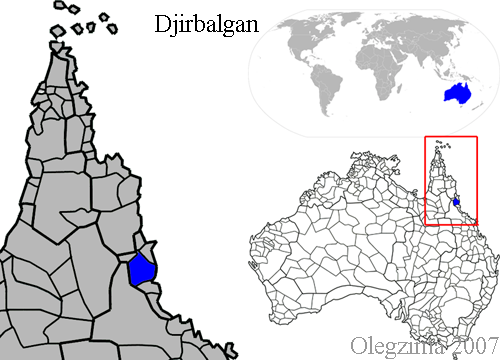
Localização da Linguagem Dyirbal

## História
Quando do primeiro contato com os Europeus por volta de 1850 havia cerca de 5000 falantes de Dyirbal na região Noroeste de Queensland. Esse número caiu a 500 até o final do século XIX.
R.M.W. Dixon cita a existência de outras 40 a 50 pessoas na faixa de 35 a 60 anos de idade (em 1983) que falavam uma forma simplificada de Dyirbal (DJ - ver a seguir). Essa versão usa termos em inglês no lugar de algumas palavras tradicionais do idioma.
Mesmo sendo um idioma praticamente extinto, suas características ímpares fizeram o mesmo especialmente significativo para os lingüistas nos seus estudos da linguagem humana.
Verificou-se a existência de dois modos de falar Dyirbal após a presença dos Europeus na região:
DT - Dyirbal tradicional.
DJ - Dyirbal jovem, com influência da língua inglesa.

## Alfabeto e Fonologia
As consoantes oclusivas e nasais da língua Dyirbal apresentam apenas 4 Pontos de Articulação, enquanto que nas demais línguas Aborígenes Australianas são 6 as articulações. Faltam ao Dyirbal as consoantes dentais e alveolares. 
Como ocorre nas demais línguas da Austrália não há distinção entre as consoantes B, D, G e suas respectivas suaves P, T, K. 
Em Dyirbal estão presentes apenas 3 vogais, I, A, U. Porém, por vezes o A funciona como E, o U como O;
Nas palavras a sílaba tônica é sempre a primeira, sendo também acentuadas as sílabas ímpares das palavras mais longas. Porém, a última sílaba jamais é acentuada. 

## Gramática

### Gênero e Número
A característica mais notável e particular do idioma Dyirbal é seu sistema de Gêneros Gramaticais. Assim como em Luganda (10 gêneros), Pirahã e Polonês (5 gêneros), Zande, Tcheco e Tagalo (4 gêneros), há mais do que os tradicionais 2 e 3 gêneros dos demais idiomas. 
Em Dyrbal Tradicional os gêneros são quatro, conforme segue:
- 1 – Seres vivos, Homens (sexo masculino), seres Mitológicos.
- 2 – Mulheres, Água, Fogo e correlatos, Violência, Criaturas e Fenômenos perigosos.
- 3 – Vegetais comestíveis e Frutas.
- 4 – Demais substantivos, conceitos, etc.

O Gênero 2 acima inspirou George Lakoff em seu livro "Women, Fire and Dangerous Things" (Mulheres, Fogo e Coisas perigosas).
Em Dyirbal Jovem há 3 gêneros: Animado + Macho; Animado + Femea; Inanimado
Número - Dyirbal apresenta, além do Singular e do Plural, o Dual (plural limitado a dois);

### Ergatividade
O idioma Dyirbal é parcialmente Ergativo, uma vez que apresenta sentenças com esse alinhamento para a terceira pessoa do singular e para as três pessoas do plural. 
Porém, para a primeira e segunda pessoa do singular o alinhamento apresenta-se Absolutivo (Nominativo -Acusativo), sejam os verbos Transitivos ou Intransitivos.

### Ordem das Palavras
A ordem das palavras na sentença em DT é quase livre, havendo porém preferência pelo OAV (também, porém menos, AOV) para frases Transitivas e SV para Intransitivas.
Em DJ as frases Transitivas são AVO ou AOV;
NB - A = agente, S = Sujeito, O = objeto, V = verbo;

### Verbos e Declinações
As conjugações apresentam sufixos verbais que marcam aspecto e são derivacionais.
Os tempos são somente dois: Futuro e Não Futuro;
Adjetivos e Substantivos declinam por sufixos em 9 casos: 
Nominativo, Acusativo, Instrumental, Genitivo 1 (real), Genitivo 2 (geral), Locativo, Dativo, Alativo, Ablativo

## Tabu - Sogra
Até os anos 30 a cultura Dyirbal apresentava um tabu também existente em outras culturas tais como outros Aborígenes australianos, índios da América do Norte, alguns grupos Bantus. Não era permitido aproximar-se, olhar ou dirigir a palavra à sogra, nora, genro, filhos da tia por parte de pai, filhos do irmão da mãe. Porém, se isso fosse indispensável um complexo sistema de linguagem deveria ser aplicado. Essa “Linguagem para Sogra” tinha os mesmos fonemas e gramática do falar comum, porém diferia muito nos aspectos léxicos, com palavras diferentes das normalmente utilizadas.